# Jungle Dreams
Jungle Dreams er fra 1981 og er titlen på Kim Larsen's første forsøg på at slå igennem på det amerikanske marked som soloartist. "Rock 'N' Roll City" og "Donnez-Moi Du Feu" var mindre hits. Året efter udgav Kim Larsen & Jungle Dreams albummet Sitting on a Time Bomb, (Jungle Dreams indgik nu på denne plade som et band-navn). Begge disse plader er engelsksprogede og produceret af Joe Delia.

## Spor
| 1. | "Rock 'N' Roll City"               | Kim Larsen, Joe Delia  | Larsen        | 4:30 |
| 2. | "Tekamaki Sidewalk Stereo Machine" | Delia                  | Larsen        | 3:44 |
| 3. | "The Flirt"                        | Larsen, Steven Lemberg | Larsen        | 3:30 |
| 4. | "Still Love You"                   | Larsen, Lemberg        | Larsen        | 2:59 |
| 5. | "Jungle Dreams"                    | Larsen, Lemberg        | Larsen, Delia | 5:00 |

| 6. | "The Boys"          | Larsen, Lemberg                  | Larsen, Delia | 4:12 |
| 7. | "Dreamer"           | Larsen, Delia, Tom Bernfeld      | Larsen        | 4:18 |
| 8. | "Donnez-Moi Du Feu" | Larsen, Lemberg                  | Larsen        | 4:30 |
| 9. | "Hunger"            | Larsen, Delia, Lemberg, Bernfeld | Larsen        | 6:03 |

## Personel

### Musikere
- Kim Larsen
- Joe Delia
- Abe Speller
- Artie Kaplan
- David Darling
- Ed Walsh
- Georg Wadenius
- Gordon Grody
- Peter Gordon
- Robin Beck
- Will Lee

### Produktion
- Joe Delia - producer, arrangør
- Jack Malken - teknik, mix
- Dennis Drake - teknik, mix
- Chris Howard - teknik, mix